# Journal of Thoracic Oncology
Il Journal of Thoracic Oncology è una rivista medica sottoposta a revisione paritaria che si occupa di ricerche sul cancro al torace e di pneumologia, in particolare sul cancro ai polmoni.
È stata fondata nel 2006 e viene pubblicata nove volte all'anno dall'Elsevier per conto dell'International Association for the Study of Lung Cancer, di cui è la rivista ufficiale.
Il caporedattore è Alex Adjei (Roswell Park Comprehensive Cancer Center).
Secondo il Journal Citation Reports, la rivista ha ricevuto un fattore di impatto per il 2018 pari a 12,460.
Secondo Google Scholar, nel 2025 ha ricevuto un indice H pari a 106, posizionandosi al 4º fra le 20 maggiori pubblicazioni della categoria pneumologica.